# 프리마 카테고리아 1904
프리마 카테고리아 1904는 7번째로 열리는 이탈리아 축구 리그의 최상위 대회이며, 본 시즌은 1904년 3월 6일에 시작하여 1904년 3월 27일에 종료했다. 우승구단은 제노아이며, 여섯 번째 우승을 거두었다.

## 시즌
본 토너먼트 대회는 페데라치오네 이탈리아나 델 풋볼(FIF)에서 주최한 일곱 번째 이탈리아 축구 리그다.

### 소식
당해부터 FIF는 세콘다 카테고리아라는 차상위 리그를 공식적으로 조직했다. 세콘다 카테고리아에는 최상위 리그에 참가한 구단의 2군과 프리마 카테고리아에 참가하지 않는 구단의 1군이 참가한다.

### 구성
각 지역을 대표하는 구단이 예선을 통해 전국 단위의 본선 토너먼트로 진출한다. 전시즌 챔피언(제노아)은 결승전으로 직행한다.

### 대회
본 1904 시즌 대회는 1903 시즌과 동일하게 결과가 났다. 유벤투스가 밀란을 이기며 결승전에 진출했지만 제노아에 패배했다. 제노아는 스위스 출신 풀백인 에티엔 뷔니옹이 강한 바람을 이용해 제노아 진영에서 슛을 찼고, 유벤투스 골키퍼 도메니코 두란테를 놀래키며 결정골을 만들어 냈다.
제노아는 총 일곱 번의 대회에서 여섯 번을 우승했고, 그 중에 2번은 연패였다. 또한 세 번 우승함에 따라 코파 파우쿠스을 소유하게 됐다.

## 참가 구단

### 리구리아
| 구단            | 도시   | 지난 시즌                                                   |
| --------------- | ------ | ----------------------------------------------------------- |
| 안드레아 도리아 | 제노바 | 캄피오나토 이탈리아노 디 풋볼 리구리아-피에몬테 지역간 예선 |
| 제노아          | 제노바 | 캄피오나토 이탈리아노 디 풋볼 우승                          |

### 롬바르디아
| 구단 | 도시   | 지난 시즌                            |
| ---- | ------ | ------------------------------------ |
| 밀란 | 밀라노 | 캄피오나토 이탈리아노 디 풋볼 준결승 |

### 피에몬테
| 구단     | 도시   | 지난 시즌                                         |
| -------- | ------ | ------------------------------------------------- |
| 토리네세 | 토리노 | 캄피오나토 이탈리아노 디 풋볼 피에몬테 예선 1회전 |
| 유벤투스 | 토리노 | 캄피오나토 이탈리아노 디 풋볼 준우승              |

## 리구리아 예선

### 결과
- 안드레아 도리아가 유일한 참가 구단이며, 지역간 예선 진출.

## 롬바르디아 예선

### 결과
- 밀란이 유일한 참가 구단이며, 지역간 예선 진출.

## 피에몬테 예선

### 경기 결과

#### 일정
| 토리네세 | 2 – 3 | 유벤투스 |
| -------- | ----- | -------- |
| ?        |       | ?        |

### 결과
- 유벤투스가 준결승 진출.

## 리구리아-롬바르디아 지역간 예선

### 경기 결과

#### 일정
| 밀란            | 1 – 0 | 안드레아 도리아 |
| --------------- | ----- | --------------- |
| 허버트 킬핀 75′ |       |                 |

### 결과
- 밀란이 준결승 진출.

## 준결승
| 밀란            | 1 – 1 (연장전) | 유벤투스        |
| --------------- | -------------- | --------------- |
| 움베르토 스코티 |                | 발터 슈트러일레 |

### 준결승 결정전
| 밀란 | 0 – 3 | 유벤투스                                            |
| ---- | ----- | --------------------------------------------------- |
|      |       | 알프레도 페라리스 · 발터 슈트러일레 · 루이지 지베치 |

### 결과
- 유벤투스가 결승전으로 진출.

## 결승
| 제노아            | 3 – 0 | 유벤투스 |
| ----------------- | ----- | -------- |
| 에티엔 뷔니옹 65′ |       |          |

### 결과
- 제노아 1904 이탈리아 챔피언.

### 우승 주역
| 포메이션 (2-3-5)                                                                              | 선수 (포지션)                          |
| --------------------------------------------------------------------------------------------- | -------------------------------------- |
| 스펜스리 젠프트 뷔니옹 쇨레르 포파니 파스테우르 I 로시 펠레라니 괴츠로프 파스테우르 II 살바데 | 제임스 스펜스리 (골키퍼, 주장)         |
| 스펜스리 젠프트 뷔니옹 쇨레르 포파니 파스테우르 I 로시 펠레라니 괴츠로프 파스테우르 II 살바데 | 카를 젠프트 (왼쪽 풀백)                |
| 스펜스리 젠프트 뷔니옹 쇨레르 포파니 파스테우르 I 로시 펠레라니 괴츠로프 파스테우르 II 살바데 | 에티엔 뷔니옹 (오른쪽 풀백)            |
| 스펜스리 젠프트 뷔니옹 쇨레르 포파니 파스테우르 I 로시 펠레라니 괴츠로프 파스테우르 II 살바데 | 조반니 포파니 (중앙 미드필더)          |
| 스펜스리 젠프트 뷔니옹 쇨레르 포파니 파스테우르 I 로시 펠레라니 괴츠로프 파스테우르 II 살바데 | 에도아르도 파스테우르 (왼쪽 미드필더)  |
| 스펜스리 젠프트 뷔니옹 쇨레르 포파니 파스테우르 I 로시 펠레라니 괴츠로프 파스테우르 II 살바데 | 오스카르 쇨레르 (중앙 미드필더)        |
| 스펜스리 젠프트 뷔니옹 쇨레르 포파니 파스테우르 I 로시 펠레라니 괴츠로프 파스테우르 II 살바데 | 파올로 로시 (오른쪽 윙)                |
| 스펜스리 젠프트 뷔니옹 쇨레르 포파니 파스테우르 I 로시 펠레라니 괴츠로프 파스테우르 II 살바데 | 아틸리오 살바데 (왼쪽 윙)              |
| 스펜스리 젠프트 뷔니옹 쇨레르 포파니 파스테우르 I 로시 펠레라니 괴츠로프 파스테우르 II 살바데 | 실비오 펠레라니 (오른쪽 메찰라)        |
| 스펜스리 젠프트 뷔니옹 쇨레르 포파니 파스테우르 I 로시 펠레라니 괴츠로프 파스테우르 II 살바데 | 엔리코 파스테우르 (왼쪽 메찰라)        |
| 스펜스리 젠프트 뷔니옹 쇨레르 포파니 파스테우르 I 로시 펠레라니 괴츠로프 파스테우르 II 살바데 | 비에리 아르날도 괴츠로프 (중앙 공격수) |